# Kraftwerk Aleko
Das Kraftwerk Aleko ist ein Wasserkraftwerk im Oblast Pasardschik, Bulgarien. Es hat eine installierte Leistung von 66 MW. Das Kraftwerk nutzt das Wasser des ca. 10 km entfernten Kraftwerks Peschtera zur Stromerzeugung. Die Stadt Peschtera liegt ca. 8 km südlich des Kraftwerks.
Das Kraftwerk ist im Besitz der Nazionalna elektritscheska kompanija EAD (NEK EAD) und wird auch von NEK EAD betrieben.

## Kraftwerk
Das Kraftwerk verfügt über eine installierte Leistung von 66 MW. Die durchschnittliche Jahreserzeugung liegt bei 147 Mio. kWh. Die 3 Francis-Turbinen leisten jeweils 22 MW; sie befinden sich in einem oberirdischen Maschinenhaus.
Vom Kraftwerk Peschtera führt ein 10 km langer Tunnel zum Kraftwerk Aleko. Die Fallhöhe beträgt dabei 272 m und der maximale Durchfluss liegt bei insgesamt 30 m³/s.